# アゼルバイジャン航空宇宙庁
アゼルバイジャン航空宇宙庁（アゼルバイジャン語: Azərbaycan Milli Aero Kosmik Agentliyi, 英語: Azerbaijan National Aerospace Agency, ANASA）はアゼルバイジャン国内すべての宇宙研究計画を調整する宇宙機関。1975年にカスピー科学研究センター（Kaspiy scientific research center）として設立され、現在はAflatun Hasanov が局長を務めている。

## 宇宙計画
ソビエト時代においてアゼルバイジャンの宇宙計画はソビエトの宇宙計画のための装置を国内のプラントが製造することによって、国際的な協力の下進められていた。しかしこれらの施設は現在廃れている。
2009年、イルハム・アリエフ大統領の承認をうけ、アゼルバイジャンの宇宙産業は国家政策による後押しを受けている。2013年2月にはアゼルバイジャン初の人工衛星Azerspace-1をアリアン5で打ち上げた。